# USS LST-681
O USS LST-681 foi um navio de guerra norte-americano da classe LST que operou durante a Segunda Guerra Mundial.